# I Love a Soldier
I Love a Soldier é um filme estadunidense de 1944, do gênero comédia dramática, dirigido por Mark Sandrich e estrelado por Paulette Goddard e Sonny Tufts. Os dois astros estiveram juntos em So Proudly We Hail!, feito no ano anterior, porém o destaque do elenco é a atriz característica Mary Treen, em papel escrito especialmente para ela.

## Sinopse
Estamos em São Francisco, Califórnia, durante a Segunda Guerra Mundial. Evelyn Connors passa os dias ajudando a reparar navios e as noites a dançar com marinheiros. Ela não quer se apaixonar, pois teme a morte do amado nos campos de batalha, mas muda de opinião ao conhecer o soldado Dan Kilgore.

## Elenco
| Ator/Atriz       | Personagem           |
| ---------------- | -------------------- |
| Paulette Goddard | Evelyn Connors       |
| Sonny Tufts      | Dan Kilgore          |
| Beulah Bondi     | Etta Lane            |
| Walter Sande     | Sargento Stiff Banks |
| Mary Treen       | Cissy Grant          |
| Ann Doran        | Jenny Butler         |
| Marie McDonald   | Gracie               |
| James Bell       | Williams             |
| Barry Fitzgerald | Murphy               |